# Heike Friedrich
Heike Friedrich, później Apitzsch (ur. 18 kwietnia 1970 w Glauchau) – wschodnioniemiecka a po zjednoczeniu niemiecka pływaczka, medalistka olimpijska, mistrzostw Świata i Europy, rekordzistka świata.
Jest jedną z ofiar programu dopingowego stosowanego w latach 1976–1988 przez trenerów NRD.
Odpowiedzialnymi za wdrożenie w życie programu dopingowego uznano dwóch działaczy sportowych. Manfred Ewald, szef federacji sportowej i Manfred Höppner odpowiedzialny za medycynę sportową w latach 80., skazani zostali odpowiednio na 22 i 10 miesięcy więzienia w zawieszeniu. Trenerzy wmawiali zawodnikom, że zażywają witaminy i sole mineralne.

## Rekordy świata
| Data            | Miejsce | Basen      | Konkurencja           | Rezultat    | Status                                   |
| --------------- | ------- | ---------- | --------------------- | ----------- | ---------------------------------------- |
| 18 czerwca 1986 | Rzym    | 50 metrowy | 200 m stylem dowolnym | 1:57.55 min | do 6 września 1994 Franziska van Almsick |